# Ekonomika Kuby
Hospodářství Kuby je z velké části plánovaná ekonomika, které dominují státní podniky. Vláda Kuby vlastní a provozuje většinu průmyslových odvětví a většinu pracovní síly zaměstnává stát. Po pádu Sovětského svazu v roce 1991 podporovala vládnoucí Komunistická strana Kuby vytváření dělnických družstev a samostatně výdělečné činnosti. Ústava z roku 2019 však poskytla větší práva na soukromé vlastnictví a volný trh. Rovněž bylo uznáno, že investice na zahraničním trhu v různých kubánských hospodářských odvětvích se zvýšily i před rokem 2019.
V roce 2000 činila zaměstnanost ve veřejném sektoru 76 % a zaměstnanost v soukromém sektoru 23 % (především tvořená samostatně výdělečnou činností) – v porovnání s poměrem z roku 1981 ve výši 91 % ku 8 %. Investice jsou omezeny a vyžadují schválení vládou. Vláda stanovuje většinu cen a příděly zboží občanům. V roce 2016 se Kuba umístila na 68. místě ze 182 zemí s indexem lidského rozvoje 0,775, což je mnohem více než její HDP na obyvatele (95. místo). V roce 2012 činil veřejný dluh země 35,3 % HDP, inflace 5,5 % a růst HDP 3 %.
Náklady na bydlení a dopravu jsou nízké. Kubánci dostávají státem dotované vzdělání, zdravotní péči a potraviny.
Země dosáhla rovnoměrnějšího rozdělení příjmů po kubánské revoluci v letech 1953–1959, po níž následovalo hospodářské embargo Spojených států. Během období studené války byla kubánská ekonomika silně závislá na dotacích ze Sovětského svazu, jejichž celková hodnota od roku 1960 do roku 1990 činila 65 miliard dolarů (což je více než trojnásobek celkové americké hospodářské pomoci Latinské Americe). To představovalo zhruba 10 až 40 % kubánského HDP, v závislosti na daném roce. Zatímco masivní sovětské dotace umožnily Kubě obrovský státní rozpočet, základní ekonomická struktura Kuby se od té doby do roku 1990 změnila jen velmi málo.
Tabákové výrobky, jako jsou doutníky a cigarety, byly jedinými vyráběnými výrobky mezi předními kubánskými vývozci. Kubánská ekonomika zůstala neefektivní a příliš se specializovala na několik vysoce dotovaných komodit poskytovaných zeměmi sovětského bloku. Po rozpadu Sovětského svazu se kubánské HDP mezi lety 1990 a 1993 snížilo o 33 %, částečně kvůli ztrátě sovětských dotací, ale také kvůli propadu cen cukru na počátku 90. let. Počátkem nového tisíciletí se odrazila ode dna díky kombinaci okrajové liberalizace ekonomiky a vysokých dotací ze strany spřátelené venezuelské vlády, která Kubě poskytovala ropu za nízké ceny a další dotace ve výši až 12 % kubánského HDP ročně. Kuba si udržuje vysokou úroveň zdravotní péče a vzdělání.

## Historie

### Doba před revolucí
Přestože Kuba patřila od sedmdesátých let 19. století mezi země Latinské Ameriky s vysokými příjmy, příjmová nerovnost byla vysoká a byla doprovázena odlivem kapitálu zahraničním investorům. Na počátku 20. století ekonomika rychle rostla, a to z důvodu prodeje cukru do USA.
Před kubánskou revolucí se Kuba v porovnání s celou polokoulí umístila na pátém místě v příjmech na osobu, třetí v průměrné délce života, druhá ve vlastnictví automobilů a telefonů na obyvatele a první v počtu televizních přijímačů na obyvatele. Příjem na hlavu byl v roce 1929 údajně 41 % úrovně USA, tedy vyšší než v Mississippi a Jižní Karolíně.
Díky krátké vzdálenosti mezi Kubou a Spojenými státy se z Kuby stala oblíbená prázdninová destinace pro bohaté Američany. Turisté jezdili také za hazardními hrami, na koňské dostihy a golf. Díky tomuto se z cestovního ruchu stal důležitý hospodářský sektor. Časopis Cabaret Quarterly popsal Havanu jako „milenku potěšení, svěží a opulentní bohyni zážitků“. Podle Perez „Havana byla to, čím se Las Vegas stalo“. Kubánský diktátor Fulgencio Batista měl v plánu vybudovat Malecon, slavný havanský chodník podél vody, s casiny a hotely, aby přilákal ještě více turistů. Dnes je hotel Havana Riviera jediným hotelem postaveným před tím, než revoluční vláda převzala kontrolu.
Kuba měla ekonomiku postavenou pouze na jedné plodině, na cukrové třtině. Domácí trh byl omezený. Obyvatelstvo trpělo nezaměstnaností a chudobou. Americké monopoly jako například Bethlehem Steel a Speyer získaly kontrolu nad cennými národními zdroji. Banky a celý finanční systém země byly ovládány americkými společnostmi. Americké monopoly vlastnily 25 % nejlepších pozemků na Kubě. Více než 80 % půdy s cukrem a hospodářskými zvířaty vlastnili velcí vlastníci půdy. 90 % vývozu surového cukru a tabáku bylo vyvezeno do USA. V roce 1956 bylo 90 % telefonních a elektrických služeb, asi 50 % veřejných služeb a železnic a 40 % ve výrobě surového cukru kontrolováno společnostmi z USA, data byla získána z veřejné zprávy ministerstva obchodu. Zisky z těchto investic byly sklízeny americkými podnikateli, což vedlo k nespokojenosti kubánského lidu.
V padesátých letech 20. století většina kubánských dětí nechodila do školy. 87 % procent městských domů mělo elektřinu, ovšem těch vesnických už jen 10 %. Pouze 15 % venkovských domů mělo tekoucí vodu. Téměř polovina venkovského obyvatelstva byla negramotná, stejně asi jako 25 % z celkového počtu obyvatel. Chudoba a nezaměstnanost vyvolaly migraci do Havany. Více než 40 % kubánské síly bylo v roce 1958 nedostatečně zaměstnaných nebo úplně nezaměstnaných.

### Kubánská revoluce
3. března 1959 se Fidel Castro chopil kontroly nad kubánskou telefonní společností, která byla dceřinou společností International Telephone and Telecommunications Corporation. Jednalo se o první z mnoha znárodnění ze strany nové vlády. Všechen zabavený majetek činil 9 miliard amerických dolarů.
Po revoluci v roce 1959 se od občanů nevyžadovalo, aby platili daň z příjmu fyzických osob. Vláda také začala dotovat zdravotní péči a vzdělávání pro všechny občany. Tato akce vytvořila silnou národní podporu pro novou revoluční vládu.
Poté, co v květnu 1960 obnovila Kuba a SSSR své diplomatické vztahy, začal Sovětský svaz nakupovat kubánský cukr výměnou za ropu. Když ropné rafinérie jako Shell, Texaco a Esso odmítly rafinovat sovětskou ropu, Castro tento průmysl také znárodnil a převzal rafinérie na ostrově. O několik dní později v reakci na to Spojené státy zcela snížily kubánskou kvótu na cukr. Eisenhower pronesl: „Tato akce se rovná ekonomickým sankcím proti Kubě. Nyní se musíme dívat dopředu na další kroky – ekonomické, diplomatické a strategické.“
7. února 1962 rozšířil prezident Kennedy embargo Spojených států téměř na celý dovoz USA.
V roce 1970 se Fidel Castro pokusil motivovat kubánský lid ke sklizni 10 milionů tun cukru, ve španělštině známé jako La Zafra, aby zvýšil vývoz a tím posílil ekonomiku. S pomocí většiny kubánské populace byla země schopna vyprodukovat 7,56 milionu tun cukru. Po sklizni v červenci 1970 převzal Castro odpovědnost za neúspěch a později téhož roku obvinil ministra cukrovarnického průmyslu, který řekl: „Ti technokraté, ti géniové, supervědci mě ujistili, že vědí, co mají dělat, aby vyrobili deset milionů tun. Za prvé však bylo prokázáno, že nevědí, jak na to, a za druhé, že zbytek ekonomiky využili tím, že obdrželi velké množství těch zdrojů, které byly přiděleny na Ten-Milion-Ton plán.
Během revolučního období byla Kuba jednou z mála rozvojových zemí, která poskytovala zahraniční pomoc jiným zemím. Zahraniční pomoc začala výstavbou šesti nemocnic v Peru na počátku 70. let. Později v 80. letech se rozšířila do té míry, že asi 8000 Kubánců pracovalo na zámořských úkolech. Kubánci postavili bydlení, silnice, letiště, školy a další zařízení v Angole, Etiopii, Laosu, Guineji, Tanzanii a dalších zemích. Do konce roku 1985 pomohlo 35 000 kubánských pracovníků stavět projekty v přibližně 20 asijských a latinskoamerických zemích.
V roce 1986 se Kuba zavázala poskytnout pro Nikaraguu zemědělské a strojní vybavení v hodnotě více než 130 milionů amerických dolarů, stejně asi jako 4000 techniků, lékařů a učitelů.
V roce 1986 Kuba nesplatila svůj dluh vůči Pařížskému klubu ve výši 10,9 miliard amerických dolarů. Kuba přestala tento dluh splácet v roce 1987. V roce 2002 měla Kuba nesplacených 750 milionů amerických dolarů v japonských úvěrech.

### Zvláštní období
Kubánský hrubý domácí produkt se v letech 1989 až 1993 snížil nejméně o 35 %. Způsobila to ztráta 80 % obchodních partnerů a sovětských dotací. Tato ztráta dotací se časově shodovala s propadem světových cen cukru. Cukr si vedl dobře v letech 1985 až 1990 a v letech 1990 a 1991 prudce havaroval a pět let se nezotavil. Kuba byla velmi izolována od sovětských cen cukru sovětskými cenovými zárukami. Kubánské hospodářství se však začalo opět zlepšovat po rychlém zlepšení obchodních a diplomatických vztahů mezi Kubou a Venezuelou po zvolení Huga Chavéze ve Venezuele v roce 1998, který se poté stal nejvýznamnějším obchodním partnerem a spojencem Kuby.
Tato éra byla označována jako „zvláštní období v době míru“ a později byla zkrácena pouze na „zvláštní období“. Kanadský lékařský svaz Journal Paper tvrdil, že „hladomor na Kubě během zvláštního období byl způsoben politickými a ekonomickými faktory, které byly podobné těm, které způsobily hladomor v Severní Koreji v polovině devadesátých let, za základě toho, že obě země byly řízeny autoritářskými režimy, které upíraly obyčejným lidem potraviny, na které měli nárok, když se zhroutila veřejná distribuce potravin a byla dána přednost třídám elity a armády. Další zprávy namalovaly stejně skličující obraz, který popisoval, že Kubánci se museli uchýlit k jídlu všeho, co našli. Od zvířat z Havanské zoo až po domácí kočky.“
Vláda provedla několik reforem, aby zastavila přebytečnou likviditu, zvýšila počet nabídek práce a zmírnila vážný nedostatek potravin, spotřebního zboží a služeb. Ve snaze zmírnit hospodářskou krizi zavedla vláda několik tržně orientovaných reforem včetně otevření cestovního ruchu, což umožnilo zahraniční investice, legalizaci amerického dolaru a povolení samostatně výdělečné činnosti pro přibližně 150 povolání. (Později byla tato politika změněna tak, že americký dolar není přijímán v podnicích, ale jeho vlastnictví není nelegální.) Tato opatření vedla k mírnému hospodářskému růstu. Liberalizované zemědělské trhy zavedené v říjnu roku 1994, na nichž státní a soukromí zemědělci mohou prodávat produkci nad rámec kvót za volné tržní ceny, rozšířily legální alternativy spotřeby a snížily ceny na černém trhu.
Vládní snahy snížit dotace neziskovým podnikům a snížit peněžní zásobu způsobily, že polooficiální směnný kurz kubánského pesa se do konce roku 1999 posunul z vrcholu 12 dolarů na dolar. Pokles HDP se zřejmě zastavil v roce 1994, kdy Kuba vykázala 0,7% růst následovaný zvýšením o 2,5 % a 1,2 %. Jedním z hlavních důvodů bylo, že jsme si nikdo nevšímal, že se výroba cukru stala nehospodárnou. Když Kubánský prezident Fidel Castro uvažoval o zvláštním období, později připustil, že došlo k mnoha chybám: „Země měla mnoho ekonomů a nemám v úmyslu je kritizovat, ale rád bych se zeptal, proč jsme nezjistili dříve, že zachování naší úrovně výroby cukru by bylo nemožné. Sovětský svaz se zhroutil, ropa stála 40 dolarů za barel, ceny cukru byly na základní úrovni, tak proč jsme to neracionalizovali?“ Životní úroveň v roce 1999 zůstala hluboko pod úrovní roku 1989.

### Obnova
Vzhledem k pokračujícímu růstu cestovního ruchu narostl HDP od začátku roku o 6,2 %. Růst se pak podle vládních údajů ještě zvýšil, přičemž v roce 2005 vzrostl HDP o 11,8 %. V roce 2007 kubánská ekonomika vzrostla o 7,5 %, což je více než latinskoamerický průměr. Kumulovaný růst HDP tedy od roku 2004 činil 42,5 %.
Od roku 1996 však stát začal uvalovat daně z příjmu na samostatně výdělečně činné Kubánce. Kuba se v roce 1958 umístila na třetím místě v regionu, pokud jde o HDP na hlavu. Překonala ji pouze Venezuela a Uruguay. Do roku 2007 se v regionu propadla na 9. a poté na 11. místo. Kubánské sociální ukazatele trpěly méně.
OSN každoročně hlasuje o tom, zda se státy rozhodnou, jestli jsou Spojené státy americké oprávněny ve svém hospodářském embargu vůči Kubě nebo zda by mělo být zrušeno. Rok 2016 byl prvním rokem, kdy se USA zdržely hlasování místo toho, aby hlasovaly proti zrušení.

### Postfidelovské reformy
V roce 2011 byly zavedeny nové hospodářské reformy, které účinně vytvořily nový hospodářský systém, který někteří označují jako „nová kubánská ekonomika“. Od té doby se více než 400 000 Kubánců přihlásilo k podnikatelům. Od roku 2012 vláda uvádí již 181 oficiálních pracovních míst, která nejsou pod její kontrolou. Například taxikář, stavební dělník a obchodník. Pracovníci si musí zakoupit pro některá povolání licence pro práci. Navzdory těmto otevřením vláda stále vlastní znárodněné společnosti pro distribuci veškerého základního vybavení (voda, elektřina) a dalších základních služeb pro zajištění zdravé populace (vzdělávání, zdravotní péče).
Kolem roku 2000 byla uzavřena většina cukrovarů v zemi. Před reformami byl dovoz dvakrát větší než vývoz, lékaři vydělávali 15 liber měsíčně a rodiny doplňovali příjmy dalším zaměstnáním. Po reformách by si mohlo více než 150 000 zemědělců pronajmout půdu od vlády, na které byl pěstován přebytek plodin. Před reformami byli jediné možné transakce s nemovitostmi výměna nemovitosti mezi vlastníky. Po reformě byl legalizován nákup a prodej nemovitostí, což způsobilo velký boom na trhu s nemovitostmi.
V roce 2008 naznačila administrativa Raúla Castra, že nákup počítačů, DVD přehrávačů a mikrovlnek se stane legálním. Nicméně, měsíční mzdy zůstávají méně než 20 amerických dolarů. Mobilní telefony, které byly omezeny na Kubánce pracující pro zahraniční společnosti a vládní úředníky, byly v roce 2008 legalizovány.
V roce 2010 ve shodě s reformním smýšlením Raúla Castra připustil, že kubánský model založený na starém sovětském modelu centralizovaného plánování už není udržitelný. Podpořili vytvoření kooperativní varianty socialismu, kde stát hraje méně aktivní roli v ekonomice a vytváření pracovních družstev a podniků samostatně výdělečných.
Cestu k nápravě kubánských ekonomických strukturálních deformací a neefektivnosti schválil kongres 18. dubna 2011. Seznam vypadal takto:
- Úpravy výdajů (vzdělávání, zdravotní péče, sport, kultura)
- Změna ve struktuře zaměstnanosti; snížit nafouknuté mzdy a zvýšit počet pracovních míst v nestátním sektoru
- Legalizovat 201 různých osobních obchodních licencí
- Pobídky pro nestátní zaměstnání jako opětovné zahájení samostatné výdělečné činnosti
- Návrhy na vytvoření nezemědělských družstev
- Legalizace prodeje a soukromého vlastnictví domů a automobilů
- Hledání potravinové soběstačnosti, postupné odstraňování univerzálního přídělového systému
- Možnost pronájmu státních podniků osobám samostatně výdělečně činným, mimo jiné státním restauracím
- Aktualizace daňových zásad
- Snadnější cestování pro Kubánce

20. prosince 2011 umožnila nová úvěrová politika kubánským bankám financovat půjčky na vylepšení domácností i jiným občanům než zemědělcům. „Kubánské banky již dlouho poskytují úvěry zemědělským družstvům. Od roku 2008 nabízejí úvěry novým příjemcům zemědělské půdy s užívacím právem a v roce 2011 začaly poskytovat úvěry jednotlivcům pro obchodní a jiné účely.“
Systém distribuce přídělových potravin na Kubě byl znám jako Libreta de Abastecimiento („Brožura o dodávkách“). Od roku 2012 se na přídělové knížky stále pořizovala rýže, olej, cukr a zápalky, přes průměrnou vládní mzdu 15 liber měsíčně.
Raul Castro podepsal v roce 2013 zákon 313, který měl za cíl vytvořit zvláštní ekonomickou zónu v přístavním městě Mariel, která by byla první v zemi.
Úspěchy radikální sociální politiky socialistické Kuby, která umožnila sociální rozvoj dříve znevýhodněných tříd, byly potlačeny hospodářskou krizí a nízkými mzdami v posledních desetiletích. Socialistické vedení se zdráhá tento problém řešit, protože se dotýká klíčového aspektu jeho revoluční legitimity. Kubánský Národní statistický úřad (ONE) proto zveřejňuje jen málo údajů o rostoucí socioekonomické propasti. Celostátní vědecký průzkum ukazuje, že sociální nerovnosti jsou v každodenním životě stále viditelnější, a že afrokubánská populace je strukturálně znevýhodněná. Zpráva také poznamenává, že zatímco 58 % bílých Kubánců má příjmy nižší než 3000 dolarů ročně, mezi Afrokubánci takového příjmu dosahuje na 95 % lidí. Afrokubánci navíc dostávají velmi omezenou část rodinných převodů od kubánsko-americké komunity na jižní Floridě, která je většinou bílé pleti. Převody od rodinných příslušníků ze zahraničí často slouží jako počáteční kapitál pro rozvíjející se soukromý sektor. Nejlukrativnější obory podnikání, jako jsou restaurace a ubytování, provozují zejména běloši.
V únoru 2019 voliči schválili novu ústavu, která uděluje právo soukromému majetku a lepší přístup na volné trhy a zároveň zachovává status socialistického státu. Od roku 2014 zaznamenala kubánská ekonomika dramatický nárůst zahraničních investic. V listopadu 2019 kubánské státní noviny Granmy zveřejnily článek, v němž uznaly, že navzdory zhoršení vztahů mezi americkou a kubánskou vládou se kubánská vláda snažila v roce 2018 přilákat zahraniční investice. V prosinci 2018 bylo na Kubě hlášeno 525 projektů přímých zahraničních investic, což byl dramatický nárůst oproti 246 projektům, které byly hlášeny v roce 2014.

#### Mezinárodní dlužní vyjednávání
Režim Raula Castra zahájil soustředěné úsilí o restrukturalizaci a žádost o odpuštění půjček a dluhů, které dosahovali částek miliard dolarů a většina z nich byla způsobena dlouhodobým nesplácením za vlády Fidela Castra v 70. letech.
V roce 2011 odpustila Čína Kubě dluh ve výši 6 miliard dolarů.
V roce 2013 oznámil mexický ministr financí Luis Videgaray, že půjčka na banku Bancomext na Kubě pro rozvoj zahraničního obchodu, která byla poskytnuta před více než 15 lety, měla hodnotu 487 milionů dolarů. Vlády souhlasily s tím, že se zřeknou 70 % částky, tedy přibližně 340,9 milionů dolarů. Kuba má splatit zbývajících 146,1 milionů dolarů během deseti let.
V roce 2014, před diplomatickou návštěvou Kuby, ruský prezident Vladimir Putin odpustil Kubě více než 90 % kubánského dluhu. Odpuštění činilo 32 miliard dolarů. Zbývající 3,2 miliardy dolarů má Kuba splatit do 10 let.
V roce 2015 vstoupila Kuba do jednání o svém dluhu ve výši 11,1 miliardy dolarů vůči 14 členům pařížského klubu. V prosinci 2015 strany oznámily dohodu, v jejímž souladu se státy Pařížského klubu dohodly na odpuštění 8,5 miliardy z celkového dluhu ve výši 11,1 miliardy dolarů, většinou tím, že se vzdaly úroků poplatků za služby a také sankcí, které vznikly během více než dvaceti let nesplácení. 14 zemí, které byly smluvními stranami dohody byly: Rakousko, Austrálie, Belgie, Kanada, Dánsko, Finsko, Francie, Itálie, Japonsko, Španělsko, Švédsko, Švýcarsko, Nizozemsko a Spojené království. Splacení zbývajících 2,6 miliardy dolarů by měla být provedena během 18 let s ročními platbami splatnými do 31. 12. Dohoda obsahovala sankční doložku, pokud by Kuba nesplácela podle plánu, byla by k částce přidána úroková sazba ve výši 9 % k celé zbylé nesplacené částce. Režim na dohodu pohlížel příznivě, s cílem vyřešit dlouhodobé problémy a vybudovat podnikatelskou důvěru, zvýšit přímé zahraniční investice a předběžný krok k získání přístupu k úvěrovým linkám v Evropě.
V roce 2019 Kuba opět nesplatila svůj dluh z Pařížského klubu. Odhadovaná platba splatná v roce 2019 činila 80 milionů dolarů, ale provedena byla pouze částečná platba. Nesplacená částka za rok 2019 činila 30 milionů dolarů. Kubánský vicepremiér Ricardo Cabrisas napsal dopis dopis předsedovi Pařížského klubu a uvedl, že Kuba si je vědoma toho, že „okolnosti způsobují, že nejsme schopni dostát svým závazkům s některými věřitelskými zeměmi, jak bylo dohodnuto ve smlouvě z roku 2015“. Tvrdil, že mají „v úmyslu uhradit“ platby v prodlení do 31. května 2020.
V květnu 2020, kdy platby stále nebyly provedeny, zaslal náměstek premiéra Cabrisas čtrnácti zemím Pařížského klubu dopis, v jehož dohodě požaduje "moratorium (plateb) pro roky 2019, 2020 a 2021 a návrat k platbě v roce 2022."

## Sektory

### Výroba energie
Od roku 2011 bylo 96 % elektřiny vyráběno z fosilních paliv. V některých venkovských oblastech byly instalovány solární panely, které snižují výpadky proudu a používání petroleje. Občané byli vyzváni, aby vyměnili neefektivní žárovky za novější modely za účelem snížení spotřeby. Energetický tarif tak snížil neefektivní využití.
V roce 2007 vyrobila Kuba podle odhadů 16,89 miliardy kWh a spotřebovala 13,93 miliardy kWh elektrické energie. Podle odhadů z roku 2007 a 2008 země vyprodukovala denně 62 100 barelů ropy, denní spotřeba činila 176 000 barelů, objem denního dovozu činil 104 800 barelů. Prokázané zásoby ropy byly 197 300 000 bbl. Primárním zdrojem ropy pro Kubu je Venezuela.
V roce 2017 vyrobila a spotřebovala Kuba odhadem 1189 milionů m³ zemního plynu za rok, prokázané zásoby činily 70,79 miliard m³ zemního plynu.

#### Energetický sektor
Energetická revoluce je program realizovaný Kubou v roce 2006. Tento program se zaměřil na rozvoj sociálně-ekonomického postavení země a přechod Kuby na energeticky výkonnou ekonomiku s různými zdroji energie.
Kubánskému energetickému sektoru chybí zdroje k výrobě optimálního množství energie. Jedním z problémů, kterým program energetické revoluce čelí, je ve skutečnosti samotná výroba energie, která trpí nedostatkem investic a pokračujícími obchodními sankcemi uvalenými Spojenými státy.
Kromě toho zastaralá elektrická síť, která byla v minulosti poškozena těžkými hurikány, způsobila energetickou krizi v roce 2004. Kuba na tuto situaci reagovala poskytnutím různých druhů energetických zdrojů. Ve skutečnosti bylo na území distribuováno 6000 malých naftových generátorů, 893 velkých naftových generátorů, 416 palivových generátorů, 9,4 milionu žárovek, 1,33 milionu ventilátorů, 5,5 milionu elektrických tlakových hrnců, 3,4 milionů elektrických sporáků na rýži, 0,2 milionu elektrických vodních čerpadel, 2,04 miliony domácích ledniček a 0,1 milionu televizorů. Do roku 2009 byla elektrická síť obnovena pouze z 90 %. Vzhledem k tomu, že vláda prosazuje větrnou a sluneční energii, se alternativní energie jeví jako priorita.
Zásadní výzvou, které bude program energetické revoluce čelit, je rozvoj zejména udržitelné energie na Kubě. Je ale potřeba vzít v úvahu i možné překážky, jako je nedostatečné financování nebo geografická poloha spojená s přírodními nástrahami.

### Zemědělství
Kuba produkuje cukrovou třtinu, tabák, citrusy, kávu, rýži, brambory a fazole. Chová také hospodářská zvířata. Přesto v roce 2015 dovážela Kuba asi 70–80 % potravin.

### Průmysl

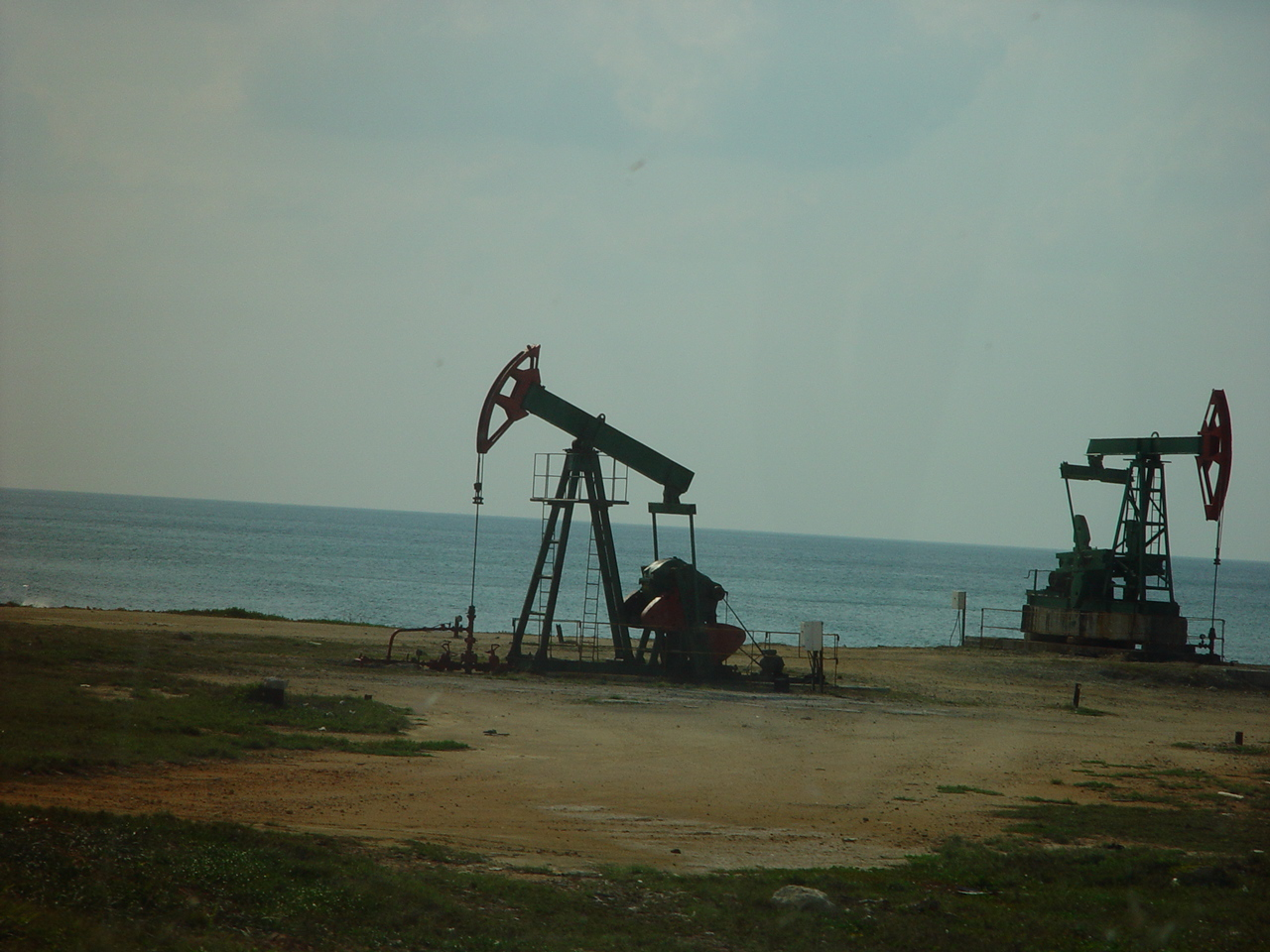
Těžba ropy na Kubě

V roce 1996 průmyslová výroba představovala téměř 37 % kubánského HDP, neboli 6,9 miliardy USD a zaměstnávala 24 % populace, tj. 2 671 000 lidí. V roce 2003 nabyl na významu biotechnologický a farmaceutický průmysl. Mezi produkty prodávané na mezinárodní úrovni tak patří vakcíny proti různým virovým a bakteriálním patogenům. Například lék Heberprot-P byl vyvinut jako lék používaný při léčbě vředů, tedy tzv. diabetické nohy. Měl úspěch v mnoha rozvojových zemích. Dále Kuba také udělala průkopnickou práci na vývoji léků pro léčbu rakoviny.
Vědci jako V. Verez-Bencomo byli oceněni mezinárodními cenami za přínos v oblasti biotechnologií a cukrové třtiny.

### Služby

#### Cestovní ruch

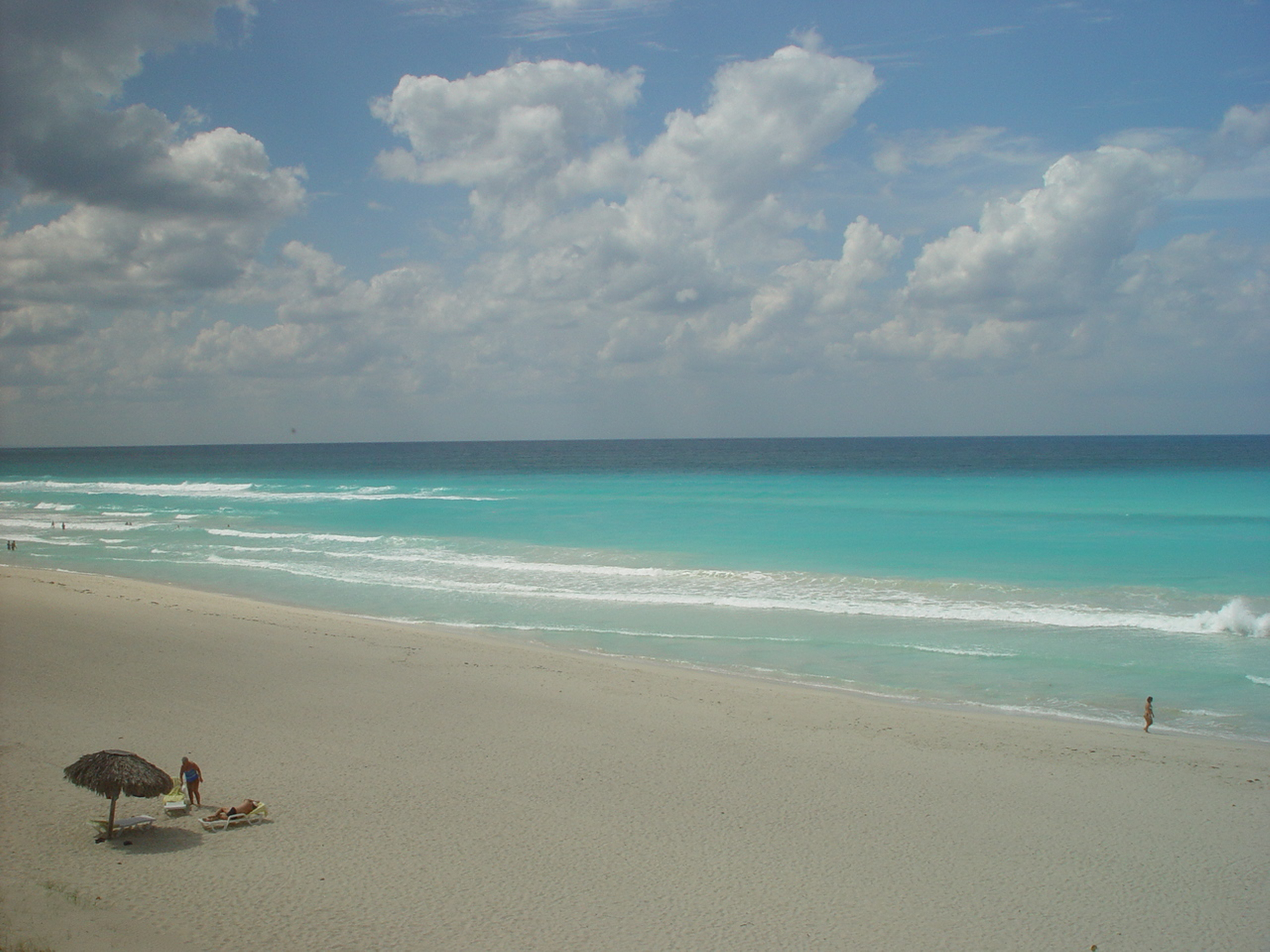
Pláž s bílým pískem ve Varadero

V polovině 90. let cestovní ruch překonal významem výrobu cukru, což je jeden z hlavních pilířů kubánské ekonomiky a také primární zdroj deviz. Havana nyní věnuje značné prostředky na budování turistických zařízení a renovaci památek. Podle odhadů kubánských úředníků navštívilo Kubu v roce 1999 zhruba 1,6 milionu turistů, což přineslo hrubé příjmy přibližně 1,9 miliardy USD. V roce 2000 přijelo na Kubu 1 773 986 zahraničních návštěvníků a tržby z cestovního ruchu dosáhly 1,7 miliardy USD. Do roku 2012 přinesly Kubě přibližně 3 miliony návštěvníků téměř 2 miliardy GBP ročně.
Růst cestovního ruchu měl sociální a ekonomické důsledky, což vedlo ke spekulacím o vzniku dvoustupňové ekonomiky a podpoře stavu turistického apartheidu. Tato situace se zhoršovala přílivem dolarů v 90. letech, což potenciálně vedlo k vytvoření dvojí ekonomiky založené na dolaru (měně turistů) na jedné straně a pesa na straně druhé. Nedostatkové zboží z dovozu, ale dokonce i některé zboží od místních výrobců, jako je rum či káva, bylo možné zakoupit za dolary. Obtížné však bylo je najít, či pořídit dostupně za pesa. Výsledkem bylo, že Kubánci, kteří vydělávali pouze v ekonomice peso, mimo odvětví cestovního ruchu, byli znevýhodněni. Ti, kteří měli naopak příjem z odvětví služeb, tedy v dolarech, začali žít pohodlněji, což následně prohloubilo propast mezi hmotnou životní úrovní Kubánců a dlouhodobou socialistickou politikou kubánské vlády.

#### Maloobchod
Kuba má nedostatečně vybudovaný maloobchod. Od září roku 2012 funguje v Havaně několik velkých nákupních center. Nakupuje se zde však za americké ceny. Předrevoluční obchodní čtvrti jsou z velké části uzavřeny. Většinu obchodů tvoří malé dolarové obchody, vinárny, agromercados (farmářské trhy) a pouliční stánky.

### Finance
Finanční sektor je nadále silně regulován a přístup k úvěrům pro podnikatelskou činnost je vážně omezován plytkostí finančního trhu.

### Zahraniční investice a obchod
Největší podíl na kubánském vývozu drží Nizozemsko (24 %), z čehož 70 až 80 % jde přes společnost Indiana Finance BV. Jde o společnost ve vlastnictví rodiny Van 't Wout, která měla úzké osobní vazby s Fidelem Castrem. V současné době lze tento trend pozorovat i v dalších koloniálních karibských komunitách, které mají přímé politické vazby na globální ekonomiku. Hlavním dovozním partnerem Kuby je Venezuela. Druhým největším obchodním partnerem je Kanada s 22 % podílem na kubánském vývozním trhu.
Kuba se v tzv. Zvláštním období (Período especial) začala ucházet o zahraniční investice. Zahraniční investoři musejí vytvářet společné podniky s kubánskou vládou. Jedinou výjimkou jsou venezuelští občané, kteří mohou na základě dohody mezi Kubou a Venezuelou podniky stoprocentně vlastnit. Kubánští představitelé počátkem roku 1998 uvedli, že bylo zahájeno 332 společných podniků. Mnoho z nich jsou půjčky nebo smlouvy na správu, dodávky nebo služby, které se v západních ekonomikách obvykle nepovažují za kapitálové investice. Investoři jsou omezováni americko-kubánským zákonem o svobodě a demokratické solidaritě, který stanoví sankce pro ty, kdo obchodují s majetkem vyvlastněným občanům USA.
Průměrná celní sazba Kuby je 10 procent. Od roku 2014 odrazovala plánovaná ekonomika země zahraniční obchod a investice, protože stát udržoval přísnou kapitálovou a devizovou kontrolu. V roce 2017 však země vykázala rekordní 2 miliardy zahraničních investic a rovněž bylo oznámeno, že zahraniční investice na Kubě od roku 2014 dramaticky vzrostly.
V září 2019 šéfka zahraniční politiky EU Federica Mogheriniová během třídenní návštěvy Kuby prohlásila, že Evropská unie je odhodlána pomáhat Kubě rozvíjet její ekonomiku.

### Měny
Kuba má dvě oficiální měny, obě se přitom nazývají peso. Jedno je někdy nazýváno „národní měnou“ (nebo CUP), druhé je konvertibilní peso (nebo CUC, v mluveném jazyce často nazývaným „dolar“). V současné době[kdy?] existuje 25 CUP na CUC.
V roce 1994 bylo držení a používání amerických dolarů legalizováno a do roku 2004 byl americký dolar v zemi široce používán. Aby vláda zachytila tvrdou měnu proudící na ostrov prostřednictvím cestovního ruchu a převodů – odhadovaných na 500–800 milionů USD ročně – zřídila na celé Kubě státní „dolarové obchody“. Ty začaly prodávat „luxusní“ potraviny, vybavení pro domácnost a oděvní zboží. Základní potřeby však bylo možné koupit za národní pesos. Životní úroveň se tedy začala rozcházet mezi lidmi s přístupem k dolarům, a těmi, kteří tuto možnost neměli. Pracovní místa, která by mohla přinášet dolarové platy nebo spropitné od zahraničních podniků a turistů, se stala velmi žádaná. Stalo se tak běžné setkávat se s lékaři, inženýry, vědci a dalšími profesionály pracujícími v restauracích nebo jako řidiči taxíku.
V reakci na přísnější ekonomické sankce ze strany USA a proto, že úřady byly spokojeny s hospodářským zotavením Kuby, se kubánská vláda v říjnu 2004 rozhodla stáhnout americké dolary z oběhu. Na jeho místo vzniklo konvertibilní peso, které, i když není mezinárodně obchodováno, má hodnotu vázanou na americký dolar 1: 1. Za převody hotovosti z amerického dolaru na konvertibilní peso se účtuje 10 % příplatek, který se nevztahuje na jiné měny, takže slouží jako pobídka pro turisty, aby na Kubu přinesli měny jako euro, libra šterlinků nebo kanadský dolar. Stále větší počet turistických zón také přijímá eura.

### Soukromé podniky
Majitelé malých soukromých restaurací (paladares) původně neměli místo k sezení pro více než 12 osob a mohli zaměstnávat pouze členy své rodiny. Stanovené měsíční poplatky nyní musí být zaplaceny bez ohledu na dosažený příjem. Časté kontroly navíc přinášejí přísné pokuty v případě, že dojde k porušení některého z mnoha předpisů o samostatné výdělečné činnosti.
Od roku 2012 se více než 150 000 zemědělců přihlásilo k pronájmu půdy od vlády za bonusové plodiny. Dříve si vlastníci domů směli plodiny pouze vyměňovat. Když byl následně povolen nákup a prodej, ceny vzrostly.
Ve městech „městské zemědělství“ hospodaří na malých pozemcích. Pěstování ekologických zahrad (organopónicos) v soukromém sektoru je atraktivní pro malé producenty žijící ve městech. Ti prodávají své výrobky tam, kde je vyrábějí. Vyhýbají se tak daním a využívají opatření vládní pomoci ministerstva zemědělství (MINAGRI) ve formě osiva a poradenství.

## Mzdy, rozvoj, důchody
Typické mzdy sahají od 400 nesměnitelných kubánských pesos měsíčně pro dělníka až po 700 za měsíc pro lékaře, to činí kolem 17–30 amerických dolarů měsíčně. Index lidského rozvoje Kuby je však stále mnohem vyšší než drtivá většina latinskoamerických států. Poté, co Kuba v roce 1991 přišla o sovětské dotace, podvýživa vyústila v propuknutí nemocí. Navzdory tomu je úroveň chudoby hlášená vládou jedna z nejnižších v rozvojovém světě a je na 6. místě ze 108 zemí, 4. v Latinské Americe a 48. mezi všemi zeměmi. Důchody patří mezi nejmenší v Americe s 9,50 dolary měsíčně. V roce 2009 Raúl Castro zvýšil minimální důchody o 2 dolary, což má podle něj odškodnit ty, kteří „zasvětili velkou část svého života práci… a kteří zůstávají věrní obraně socialismu“. Kuba je známá svým systémem distribuce potravin, Libreta de Abastecimiento („kniha dodávek“). Systém stanoví příděly, které si každá osoba může prostřednictvím tohoto systému koupit, a četnost těchto přídělů. Navzdory zvěstem o rozpadu systém stále existuje.

## Veřejná zařízení
- La Bodega – pouze pro osoby s kubánským státním příslušenstvím, vykupuje kupóny na rýži, cukr, olej, zápalky a prodává ostatní potraviny včetně rumu
- El Coppelia – státní zařízení nabízející zmrzlinu, džusy a sladkosti
- Paladar – typ malého restauračního zařízení v soukromém vlastnictví
- La Farmacia – levné léky s nejnižšími náklady kdekoli na světě
- ETECSA – národní poskytovatel telefonních služeb
- La Feria – trh konající se jednou za týden (v neděli) ve vlastnictví vlády
- Cervecería Bucanero – výrobce alkoholických i nealkoholických nápojů
- Ciego Montero – hlavní distributor nealkoholických nápojů

## Propojení s Venezuelou
Vztah, který mezi sebou Kuba a Venezuela buduje, vyústil v dohody, v nichž Venezuela poskytuje levnou ropu výměnou za kubánské „mise“ lékařů na posílení venezuelského systému zdravotní péče. Od roku 2015 Kuba měla celosvětově třetí nejvyšší počet lékařů na obyvatele (za Monakem a Katarem). Země posílá desítky tisíc lékařů do jiných zemí jako pomoc a za účelem, aby získala příznivé obchodní podmínky. V nominálním vyjádření je venezuelská dotace vyšší než jakákoliv dotace, kterou Sovětský svaz poskytl Kubě, přičemž kubánský stát dostává levnou ropu a kubánská ekonomika dostává ročně kolem šesti miliard dolarů. „Pokud se tato pomoc zastaví, průmysl bude paralyzován, doprava bude paralyzována a uvidíte následky ve všem, od elektřiny až po cukrovary.“ řekl Mesy-Laga, americký ekonom kubánského původu.
Z ekonomického hlediska Kuba spoléhá na Venezuelu mnohem více než Venezuela na Kubu. Od roku 2012 Venezuela představovala 20,8 % kubánského HDP, zatímco Kuba představovala pouze zhruba 4 % venezuelského HDP. Kvůli této závislosti došlo k poslední hospodářské krizi ve Venezuele (2012–dosud) s inflací blížící se 800 % a poklesem HDP o 19 % v roce 2016. Kuba nedostává platby a cenově výhodnou ropu.

## Ekonomická svoboda
V roce 2014 bylo kubánské skóre ekonomické svobody 28,7, což z tamní ekonomiky činí jednu z nejméně svobodných na světě. Její celkové skóre bylo o 0,2 bodu vyšší než loni, přičemž zhoršení obchodní svobody, fiskální svobody, měnové svobody a osvobození od korupce bylo vyváženo „zlepšením“ svobody podnikání. Kuba se umístila jako nejméně svobodná z 29 zemí v regionu Jižní a Střední Ameriky a její celkové skóre bylo výrazně nižší než regionální průměr. Během dvacetileté historie indexu ekonomická svoboda Kuby stagnuje u dna kategorie „utlačovaných“. Její celkové zlepšení skóre činilo v posledních dvou desetiletích méně než 1 bod, přičemž bodové nárůsty ve fiskální svobodě a svobodě od korupce byly kompenzovány dvouciferným poklesem svobody podnikání a svobody investování.
Navzdory určitému pokroku v restrukturalizaci státního sektoru byl od roku 2010 soukromý sektor nadále omezován přísnými regulacemi a přísnými státními kontrolami. The Heritage Foundation uvádí, že nebyly zavedena politika otevřeného trhu, která by podnítila růst obchodu a investic a nedostatečná konkurence nadále dusila dynamickou hospodářskou expanzi. Slabý reformní balíček schválený stranou omezil počet státních pracovníků a rozšířil seznam schválených povolání, ale mnohé podrobností reformy zůstaly nevyjasněné.

## Daně a příjmy
Od roku 2009 Kuba měla příjmy ve výši 47,08 miliardy dolarů a výdaje ve výši 50,34 miliardy dolarů, přičemž veřejný dluh činil 34,6 % HDP, zůstatek na účtu ve výši 513 milionů dolarů a rezervy deviz a zlata ve výši 4,647 miliardy dolarů. Vládní výdaje se pohybují kolem 67 % HDP a veřejný dluh je přibližně 35 % domácí ekonomiky. Navzdory reformám hraje vláda i nadále velkou roli v hospodářství.
Nejvyšší sazba daně z příjmu fyzické osoby je 50 procent. Nejvyšší sazba daně z příjmu právnických osob činí 30 % (35 % u společností v zahraničním vlastnictví). Mezi další daně patří daň z převodu majetku a daň z prodeje. Celkové daňové zatížení činí 24,4 % HDP.